# Felix Burleson
Felix Gustaaf Lionel Burleson (Moengo, 8 juni 1948) is een Surinaams-Nederlands acteur. Hij woonde tot zijn vijfde in Albina, vervolgens in Nieuw-Amsterdam, daarna in Moengo en vanaf 1972 in Nederland.

## Loopbaan
Felix Burleson begon zijn toneelcarrière bij de theatergroep Djompo Abra van Orsyla Meinzak. Hij volgde verschillende theatercursussen en kreeg zangles van Jimmy Hutchinson. In 1980 maakte hij de overstap naar het beroepstheater. Hij speelde vaak rollen bij theatergroep De Nieuw Amsterdam, maar ook bij De Nieuwe Komedie, Theater van het Oosten, Teneeter en het RO Theater. Met regelmaat ging hij op tournee naar Suriname en de Nederlandse Antillen. Hij deed de nasynchronisatie van verschillende films, onder meer Free Willy en Funky Cops, de Maagd in Wat de sterren vertellen van Teleac. Hij sprak radioteksten in voor onder meer de NOS (Met het Oog op Morgen) en de Wereldomroep.
Hij heeft in verschillende Nederlandse films en series gespeeld, vaste rollen (zie onder) maar ook gastrollen in onder meer Russen, Baantjer, Oppassen!!!, Bradaz, Goede tijden, slechte tijden en Vrouwenvleugel. In Nederland verkreeg hij brede bekendheid met televisiereclames voor onder meer KPN en de PTT. In Zuid-Afrika oogstte hij in juli 2009 veel succes met zijn creatie van Nelson Mandela in Amandla! Fragmenten van strijd.
Naast zijn theateractiviteiten is hij ook actief op het gebied van voordracht en poëzie op de radio en het presenteren van culturele talkshows. Verder houdt hij zich ook bezig met het adviseren en begeleiden van jong aankomend talent.

## Acteercarrière

### Theater
- Droom op Apenberg (1981-82) van Derek Walcott, regie Edsel Samson.
- Egoli, stad van goud (1983-84) van Matsemala Manaka, regie Rufus Collins en Henk Tjon
- De Negers (1984-85) van Jean Genet), regie Rufus Collins
- De doodsboodschapsvogel (1985) van Edgar Cairo, regie Rufus Collins en Henk Tjon
- De toestand van de wereld (1986-87) van David Hare, regie Paul Binnerts
- Westkaai (1987-88) van Koltes, regie Stephan Stroux
- The Choice (1987-88) van Edsel Samson, regie Edsel Samson
- De meeuw (1988-89) van Anton Tsjechov, regie Marcelle Meuleman
- The Meeting & Zoals zij die dromen (1988-89) van Edgar White, regie John Leerdam
- Het balkon (1989-90) van Jean Genet, regie Paul Binnerts
- Schutting/Fences (1989-90) van August Wilson, regie Rufus Collins
- De drie zusters (1990-91) van Anton Tsjechov, regie Agaath Witteman
- Een tak van de Blauwe Nijl (1991-92) van Derek Walcott, regie Rufus Collins.
- Requiem voor een futuroloog (1991-92) van Wole Soyinka, regie Paul Binnerts
- De indringers (1992-93) van Matin van Veldhuizen, regie Matin van Veldhuizen
- Drift (1992-93), regie Mathieu Güthschmidt
- Viva Detroit (1993) van Derek Walcott, regie Rufus Collins
- Gegijzeld (1993-94) van Nigel Williams, regie Johan Doesburg
- De eer van het lintje (1993-94) van Michiel van Kempen, solovoorstelling
- Gijsbrecht van Aemstel (1994-95) van Joost van den Vondel, regie Margrit Vrenegoor
- Hoofden van de Oayapok! (1995-96) van Albert Helman, regie Charles Cornette (solovoorstelling)
- Ay Carmela (1996-97) van José Sanchis Sinisterra, regie Nilo Berrocal Vargas
- De tranen van Den Uyl (1996-97) van Hugo Pos
- Shango (1997-98) van Gabriel Gbadamosi, regie Tone Brulin
- Fool for love (1997-98) van Sam Shepard, regie Bart Kienen
- Antonia (1997-98) van Hugo Pos (monoloog)
- De familie Samuels (1997-98) van Fenneke Wekker
- Rouw past Electra (1998-99) van Eugene O'Neill, regie Agaath Witteman
- Baron, Boni en Jolicoeur (2002-03) van Suzanne van Lohuizen, regie Aram Adriaanse
- Het verhoor (2003-04) van Don Duyns, regie Tarkan Koroglu (project De Grondwet)
- Maatpak (2003-04) van Michiel van Kempen, solovoorstelling
- Ajax uit Afrika (2003-04) van Lydia Rood, regie Aram Adriaanse
- Mijn Nederland (2004-05) van Özkan Gölpinar, regie Ellis Pleijter
- Vader & Zoon (2004-05) van Don Duyns, regie Aram Adriaanse
- Athella/Othello (2005-06) van Abdelkader Benali, regie Kaspar Nieuwenhuis, solovoorstelling
- One flew over the cuckoo's nest (2005-06) van Ken Kesey, regie Hans Croiset
- Voor de harten van het licht (2009) van Michiel van Kempen, een theatrale presentatie rond het werk van Edgar Cairo op basis van teksten van Cairo en Van Kempen, dramaturgie Carine Dorgelo

### Musical
- A coon's carnival (1986-87) van Tone Brulin, regie Rufus Collins en Henk Tjon
- Aida (2001-02) van Elton John en Tim Rice, als Amonasro, vader van Aida, 1ste cast
- Amandla! Fragmenten van strijd (2008-09) als de oudere Nelson Mandela, regie John Leerdam
- Amandla mandela (2009) als Chief Jongintaba (oom van Nelson Mandela)

### Film en televisie
- Going down, going down (1992) van Michiel van Kempen (over de Bijlmerramp; uitgezonden door KRO Reporter, Brandpunt en de BRT)
- De flat (1994), regie Ben Verbong, als Mr. Witbaard
- Vrouwenvleugel (1993-94), als Edgar Bonza
- Fort Alpha (1996), als Frenk Peroti
- Domburg (1996), regie Germaine Groenier
- Baantjer (1999), als Papa Kondre (afl. De Cock en de dode kraai)
- Ochtendzwemmers (2001) van Nicole van Kilsdonk, als Ampie Sylvester
- Bon bini beach (2002), als Humphrey
- Oppassen!!! (2002), als Diddlybob Jackson
- De geboorte van Boni (2004) van Eddy Bruma, regie van Felix Burleson; project met Surinaamse auteurs, opgenomen in Paramaribo ten behoeve van een documentaire van John Albert Jansen
- Russen (2004), als Rufus (afl. Jazz)
- Tuin van Eros, een televisiechoreografie over dood en erotiek voor twee dansers en een acteur, een portret van Rudi van Dantzig, muziek Louis Andriessen, regie Paul Cohen
- Trage liefde (2007), regie Boudewijn Koole, als Eddy
- SpangaS (2007-20), als Aldert Patron Kalkhoven (conciërge)
- Keyzer & De Boer Advocaten (2008) - als Meneer van Zwieten (afl. In Memoriam)
- Van God Los (2011) - als Ferdi (afl. De Hosselaar)
- Dit zijn wij (2019), als Frank Lionaar
- Mocro Maffia (2020) - als Meneer Sinester (afl. Calabria Dinnemok)